# Pacific Cup 1988 (rugby league)
El Pacific Cup 1988 fue la cuarta edición del torneo de rugby league para las selecciones más fuertes de Oceanía.
El torneo se disputó en Samoa.

## Posiciones

### Grupo A
| Pos. | Equipo     | Encuentros | Encuentros | Encuentros | Encuentros | Tantos  | Tantos    | Tantos     | Puntos |
| Pos. | Equipo     | jugados    | ganados    | empatados  | perdidos   | a favor | en contra | diferencia | Puntos |
| ---- | ---------- | ---------- | ---------- | ---------- | ---------- | ------- | --------- | ---------- | ------ |
| 1    | Samoa      | 2          | 2          | 0          | 0          | 92      | 34        | + 58       | 4      |
| 2    | Islas Cook | 2          | 1          | 0          | 1          | 35      | 62        | - 27       | 2      |
| 3    | Tokelau    | 2          | 0          | 0          | 2          | 28      | 59        | - 31       | 0      |

Nota: se otorgan 2 puntos al equipo que gane un partido, 1 al que empate y 0 al que pierda

### Grupo B
| Pos. | Equipo          | Encuentros | Encuentros | Encuentros | Encuentros | Tantos  | Tantos    | Tantos     | Puntos |
| Pos. | Equipo          | jugados    | ganados    | empatados  | perdidos   | a favor | en contra | diferencia | Puntos |
| ---- | --------------- | ---------- | ---------- | ---------- | ---------- | ------- | --------- | ---------- | ------ |
| 1    | Maorí           | 2          | 2          | 0          | 0          | 84      | 26        | + 58       | 4      |
| 2    | Tonga           | 2          | 1          | 0          | 1          | 54      | 56        | - 2        | 2      |
| 3    | Samoa Americana | 2          | 0          | 0          | 2          | 24      | 80        | - 56       | 0      |

Nota: se otorgan 2 puntos al equipo que gane un partido, 1 al que empate y 0 al que pierda

## Fase Final

### Quinto puesto
| 1988 | Tokelau | 26 - 16 | Samoa Americana |  |  |

### Semifinal
| 1988 | Samoa | 40 - 30 | Tonga |  |  |

| 1988 | Maorí | 70 - 20 | Islas Cook |  |  |

### Tercer puesto
| 1988 | Tonga | 19 - 6 | Islas Cook |  |  |

### Final
| 29 de octubre de 1988 | Maorí | 26 - 16 | Samoa | Samoa, |  |